# صخرة إيداف
صخرة إيداف (بالإسبانية: Roque Idafe) هو هيكل حجري طبيعي من الفوناليت يقع بمنتزه كالديرا دي تابورينتي الوطني في بلدة إل باسو بجزيرة لا بالما إحدى جزر الكناري. تم إعلانه معلمًا طبيعيًا بموجب قانون 12/1994، المؤرخ يوم 19 ديسمبر والمتعلق بالمناطق الطبيعية في جزر الكناري.

## الموقع
يقع هذا الهيكل الحجري على مفترق طرق وديان ألمندرو أمارغو وإل ليمونيرو. يمكن رؤيته من المسار الذي يمر عبر بارانكو دي لاس أنجوستياس صعودًا باتجاه منطقة التخييم تابورينتي.

## الميثولوجيا
كان الهواريت (أحد قبائل الغوانش والتي إتخدت من جزيرة لا بالما موطنا لها) يقدسون هذا الهيكل الصخري ووصفوه بمحور العالم، ويعتقدون أنه إذا انهار سيجلب مصائب كبيرة. لهذا السبب قدموا له القرابين مع الحيوانات المشوية وهم يغنون: «هل يقولون إن إيداف سيسقط؟ (بالأمازيغية الغوانشية: Iguida iguan Idafe)»، تم يردون «أعطه ما أحضرته ولن يسقط ! (بالأمازيغية الغوانشية: que guerte iguan taro)».
1. ↑  LEY 12/1994, de 19 de diciembre, de Espacios Naturales de Canarias. Boletín Oficial de Canarias núm. 157, sábado 24 de diciembre de 1994. Pág. 9629. نسخة محفوظة 1 أغسطس 2020 على موقع واي باك مشين.
2. ↑  "El Roque Idafe: sede de los espíritus de los antiguos palmeros" (بالإسبانية). Archived from the original on 2017-08-15. Retrieved 2022-05-04. {{استشهاد بخبر}}: الوسيط غير المعروف |fechaacceso= تم تجاهله يقترح استخدام |access-date= (help) and الوسيط غير المعروف |periódico= تم تجاهله (help)